# Nicolaas II Esterházy

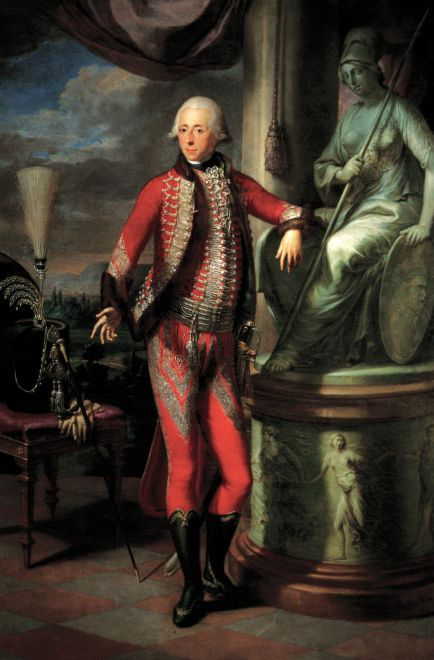
Nicolaas II Esterházy

Nicolaas II Esterházy van Galántha (Wenen 12 september 1765 – Como 25 november 1833), Hongaars Esterházy Miklós, Duits Nikolaus Esterhazy, prins Esterházy, was een Hongaars-Oostenrijks militair. Hij was een kleinzoon van Nicolaas I Jozef Esterházy.
Hij begon zijn loopbaan als militair, maar verruilde deze carrière nadat hij het tot bevelhebber van de artillerie had gebracht voor de diplomatie. In Wenen bracht hij een verzameling schilderijen en gravures bijeen die later de basis vormde voor het nationaal museum te Boedapest. Bij zijn zomerpaleis te Eisenstadt liet hij een monument voor Joseph Haydn, die bij zijn grootvader in dienst was geweest, oprichten. In 1807 gaf hij Ludwig van Beethoven de opdracht voor de mis in C-dur. Aan kunst en verfraaiing van zijn onroerende goederen spendeerde hij zoveel dat zijn geslacht hierdoor nog twee generaties financiële moeilijkheden zou hebben. Zijn stelregel was: Wat de keizer kan, kan ik ook!
Toen in 1797 de Fransen Oostenrijk binnenvielen bracht Nicolaas op eigen kosten een regiment op de been en streed als veldmaarschalk aan Oostenrijkse zijde. Napoleon Bonaparte bood hem in 1809 de Hongaarse troon aan in de hoop hem aan zijn zijde te krijgen. Esterházy bedankte echter voor de eer en bleef de Habsburgse belangen dienen door opnieuw met een zelf gefinancierd regiment tegen de Franse keizer ten strijde te trekken. Hij stierf op 25 november 1833. Zijn zoon Paul III Anton Esterházy was diplomaat.